# 五营乡 (绥化市)
五营乡，是中华人民共和国黑龙江省绥化市北林区下辖的一个乡镇级行政单位。

## 行政区划
五营乡下辖以下地区：
齐心村、吉利村、互相村、东围村、金伏村和前五村。